# Xiang xiang gong zhu
Xiang xiang gong zhu (戈壁恩仇录), comercializada internacionalment com a Princess Fragrance, és una pel·lícula de Hong Kong de 1987 basada en el llibre de Louis Cha El llibre i l'espasa. La pel·lícula és una seqüela de Shu jian en chou lu, estrenada a principis del mateix mes i també dirigida per Ann Hui.
La pel·lícula es veu en gran part com una adaptació fidel de la novel·la original; tanmateix, ara està menys disponible a causa de les versions limitades en VCD i DVD.

## Trama
La pel·lícula cobreix la segona meitat de la novel·la de Louis Cha El llibre i l'espasa. Presenta una altra protagonista, Princess Fragrance, que no apareix a la primera pel·lícula Shu jian en chou lu.

## Repartiment
- Zhang Duofu com a adult Chen Jialuo
  - Jiang Wei com el jove Chen Jialuo
- Aiyinuo com Princess Fragrance
- Chang Dashi com a Emperador Qianlong
- Liu Jia com a Huoqingtong
- Ding Cuihua com a Luo Bing
- Lü Yongquan com el taoista Wuchen
- Yu Dalu com a Zhao Banshan
- Guo Bichuan com a Wen Tailai
- Wang Jingqiu com a Zhang Jin
- Hou Changrong com a Yu Yutong
- Chen Youwang com a Xu Tianhong
- Ren Naichang com Shi Shuangying
- Zhang Jun com a Chang Bozhi
- Wang Wei com a Chang Hezhi
- Zheng Jianhua com Jiang Sigen
- Fu Yongcai com a Wei Chunhua
- Sun Chenxi com a Xinyan
- Wang Hongtao com a Yu Wanting
- Wu Chunsheng com Zhang Zhaozhong
- Yang Junsheng com a Heshen
- Ding Tao com a Zhaohui
- Si Gengtian com a missatger
- A'Si'er com Dahu
- Kuli Sitan com Erhu
- Fan Yin com a Sanhu
- Jiapa'er com a Sihu
- Hadi'er com Muzhuolun
- Aniwa'er com a Huo'ayi